# Șceaslîve, Velîka Oleksandrivka
Șceaslîve (în ucraineană Щасливе) este un sat în comuna Cikalove din raionul Velîka Oleksandrivka, regiunea Herson, Ucraina.

## Demografie
Componența lingvistică a localității Șceaslîve
     Ucraineană (99,22%)
     Alte limbi (0,78%)
Conform recensământului din 2001, majoritatea populației localității Șceaslîve era vorbitoare de ucraineană (99,22%), existând în minoritate și vorbitori de alte limbi.